# Помогалово (Ярославская область)
Помогалово — деревня в Тутаевском районе Ярославской области России. В рамках организации местного самоуправления входит в Левобережное сельское поселение, в рамках административно-территориального устройства — относится к Помогаловскому сельскому округу.

## География
Расположена на берегу реки Урдома в 6 километрах к северу от райцентра города Тутаева.

## История
Церковь в селе была построена в 1801 году княжной Ириной Николаевной Давыдовой, в ней было два престола: Казанской Божьей Матери и во имя Святителя и Чудотворца Николая. 
В конце XIX — начале XX века село входило в состав Савинской волости Романово-Борисоглебского уезда Ярославской губернии.
С 1929 года деревня являлась центром Помогаловского сельсовета Тутаевского района, с 2005 года — в составе Левобережного сельского поселения.

## Население
| 1859 | 2002 | 2007 | 2010 |
| ---- | ---- | ---- | ---- |
| 33   | ↘10  | ↘8   | ↗12  |